# Gull Lake
Gull Lake es un pueblo ubicado en el condado de Washburn en el estado estadounidense de Wisconsin. En el Censo de 2010 tenía una población de 186 habitantes y una densidad poblacional de 1,98 personas por km².

## Geografía
Gull Lake se encuentra ubicado en las coordenadas 46°2′15″N 91°45′1″O / 46.03750, -91.75028. Según la Oficina del Censo de los Estados Unidos, Gull Lake tiene una superficie total de 93.83 km², de la cual 89.8 km² corresponden a tierra firme y (4.29%) 4.02 km² es agua.

## Demografía
Según el censo de 2010, había 186 personas residiendo en Gull Lake. La densidad de población era de 1,98 hab./km². De los 186 habitantes, Gull Lake estaba compuesto por el 97.85% blancos, el 0.54% eran afroamericanos, el 1.08% eran amerindios, el 0.54% eran asiáticos, el 0% eran isleños del Pacífico, el 0% eran de otras razas y el 0% pertenecían a dos o más razas. Del total de la población el 0% eran hispanos o latinos de cualquier raza.